# Mykola Rudenko
Mykola Danylowytsch Rudenko (* 19. Dezember 1920 in Jurjiwka, Oblast Luhansk, Ukraine; † 1. April 2004 in Kiew) war ein sowjetisch-ukrainischer Dissident und Menschenrechtsaktivist sowie Autor von Lyrik und Prosa. Vertreter der Sechziger.

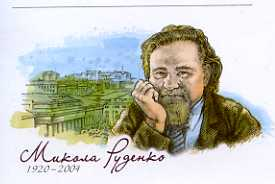
Konterfei Rudenkos auf einem Postcouvert der ukrainischen Post zu seinem 90. Geburtstag 2010

## Leben
Rudenko kämpfte als Soldat der Roten Armee im Zweiten Weltkrieg und war ab 1938 Mitglied der KPdSU, aus der er 1974 wegen Kritik am Marxismus ausgeschlossen wurde. Zwischen 1947 und 1950 war er Herausgeber der Literaturzeitschrift Dnipro.
Im November 1976 war Rudenko Mitbegründer und Kopf der Ukrainischen Helsinki-Gruppe.
Im Februar 1977 wurde er verhaftet und wegen „antisowjetischer Agitation und Propaganda“ zu sieben Jahren Haft und fünf Jahre Verbannung verurteilt.
Nach der Haftentlassung 1987 durfte er auf Druck demokratischer Kräfte im Westen die Sowjetunion verlassen und emigrierte zuerst nach Deutschland und anschließend in die Vereinigten Staaten. Dort arbeitete er für Radio Free Europe und Voice of America. 1988 wurde ihm die sowjetische Staatsbürgerschaft entzogen. Am 7. September 1990 kehrte er in die inzwischen unabhängig gewordene Ukraine zurück und wurde rehabilitiert. Er starb 2004 in Kiew und wurde auf dem Baikowe-Friedhof beerdigt.

## Ehrungen
Für seine Teilnahme am Deutsch-Sowjetischen Krieg erhielt er den Orden des Roten Sterns und den Orden des Vaterländischen Krieges 1. Klasse.
Für seinen Roman "Orlov Strahl" wurde Mykola Rudenko 1993 der Taras-Schewtschenko-Preis der Ukraine verliehen.
Der ukrainische Präsident Leonid Kutschma verlieh Mykola Rudenko am 19. Dezember 2000 den Titel Held der Ukraine.